# Telje, Kumo
För stadsdelen Teljä, se Björneborg.

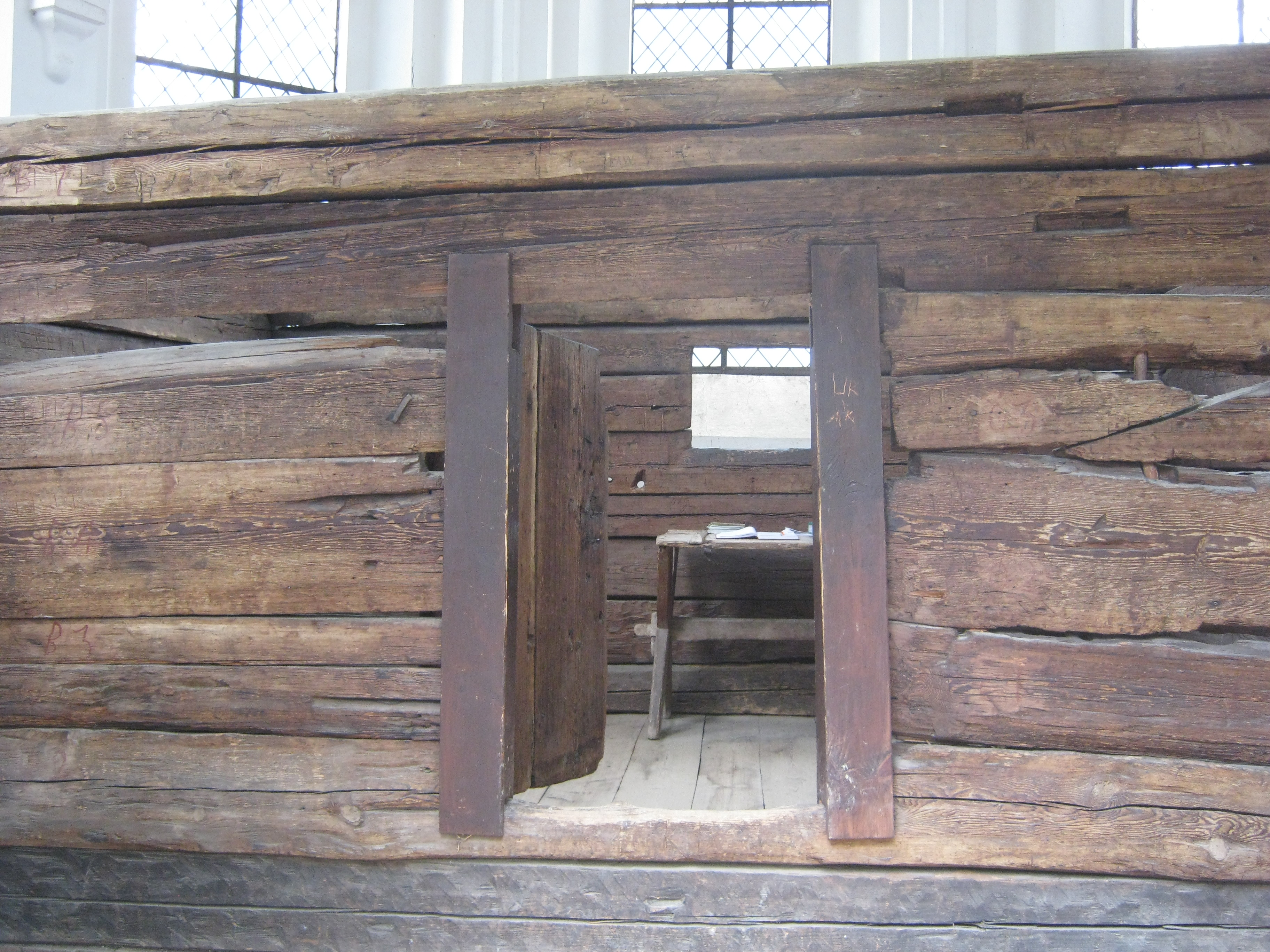
Biskop Henriks bönehus

Telje (finska Teljä) i Kumo, Satakunta är enligt traditionen en av birkarlarnas handelsplatser vid Kumo älv.
Folktraditionen kring handelsplatsen upptas i litteraturen första gången år 1650 i Michael Gyldenstolpes Epitome, en omfattande geografisk och historisk skildring av det svenska riket. Han berättar att i Ylistaro by i Kumo har funnits en gammal men sedermera övergiven stad. År 1732 berättade Petrus Gabriel Fortelius i sin ofullbordade avhandling Om Björneborgs ursprung att han själv har hört gamlingar tala om Telje stad i dåvarande Ylistaro by men att inget återstår av den. År 1737 hade Ulrik Rudenschöld iakttagit ruiner på platsen. År 1792 kallade Pehr Adrian Gadd staden för Öster Telge.  Samma år utkom sjätte upplagan av Eric Tunelds svenska geografi som gjorde Telje mer allmänt känd.
Genom Satakunta rinner Kumo älv i väst-östlig riktning från Tavastland till Bottenhavet. Älven har tidigt varit en viktig handelsled och dalen har befolkats av tavaster men även tidigt mottagit utlänningar som handelsmän. Älven har varit farbar för stora fartyg från kusten till Kumo och för mindra farkoster uppströms. Birkarlarna som i Birkaland bedrev handel i området norr om älven och också beskattade befolkningen där hade Kumo älv som sin bekvämaste handelsväg till utlandet. Före år 1300 skall omslagsplatsen för varor inifrån landet och från utlandet ha legat i Kumo. Därefter och som en följd av landhöjningen flyttades omslagsplatsen till Ulfsby där älvmynningen då låg. Byggandet av en kyrka i Ulfsby inleddes år 1311.
Den av folktraditionen utpekade handelsplatsen i Kumo låg i Ylistaro by vid Kumo älvs södra strand. Den första arkeologiska utgrävningen i Ylistaro by utfördes år 1960. I utgrävningarna fann man ingenting som kunde tydas som lämningar av en stad men däremot den försvunna byns husgrunder. På 1560-talet fanns i byn 18 hemman. Den eventuella handelsplatsen torde ha legat nära byplatsen. Området utmärks i dag av Biskop Henriks bönehus, en stockbyggnad från 1470-talet som står inne i ett år 1857 uppfört tegelkapell i gotisk stil.